# Friend (Oregon)
Friend az Amerikai Egyesült Államok északnyugati részén, Oregon állam Wasco megyéjében elhelyezkedő kísértetváros.
Névadója George J. Friend. A posta 1903-ban az ő lakásán nyílt meg.
Egykor itt volt a Great Southern Railroad The Dallesig haladó vasútvonalának végállomása. A személyforgalom 1928. január 5-én, a vasútvonal pedig 1935-ben szűnt meg. Mára a településen egy bolt, az egykori iskola épülete és a temető maradtak fenn.

## Fordítás
- Ez a szócikk részben vagy egészben  a   Friend, Oregon című angol Wikipédia-szócikk ezen változatának fordításán alapul.  Az eredeti cikk szerkesztőit annak laptörténete sorolja fel. Ez a jelzés csupán a megfogalmazás eredetét és a szerzői jogokat jelzi, nem szolgál a cikkben szereplő információk forrásmegjelöléseként.